# Huertahernando
Huertahernando es un municipio y localidad española de la provincia de Guadalajara, en la comunidad autónoma de Castilla-La Mancha. El término municipal tiene una población de 58 habitantes (INE 2024).

## Situación geográfica
El pueblo, situado sobre un elevado cerro, está rodeado de montes poblados por encinas, pinos, sabinas, bojes y enebros. En el término se siembra avena, cebada, trigo y cardo. Las plantaciones de las huertas son para uso propio; los lugareños las llaman huelgas si se encuentran en la ribera del río. El término municipal está incluido en el parque natural del Alto Tajo. El río Tajo transcurre por el sur marcando el límite con Huertapelayo (pedanía de Zaorejas). Por el también  discurre el río Ablanquejo, afluente del Tajo.
Tiene como pueblos limítrofes Ribarredonda al norte, La Buenafuente del Sistal al este, Huertapelayo al sur y Canales del Ducado al oeste.

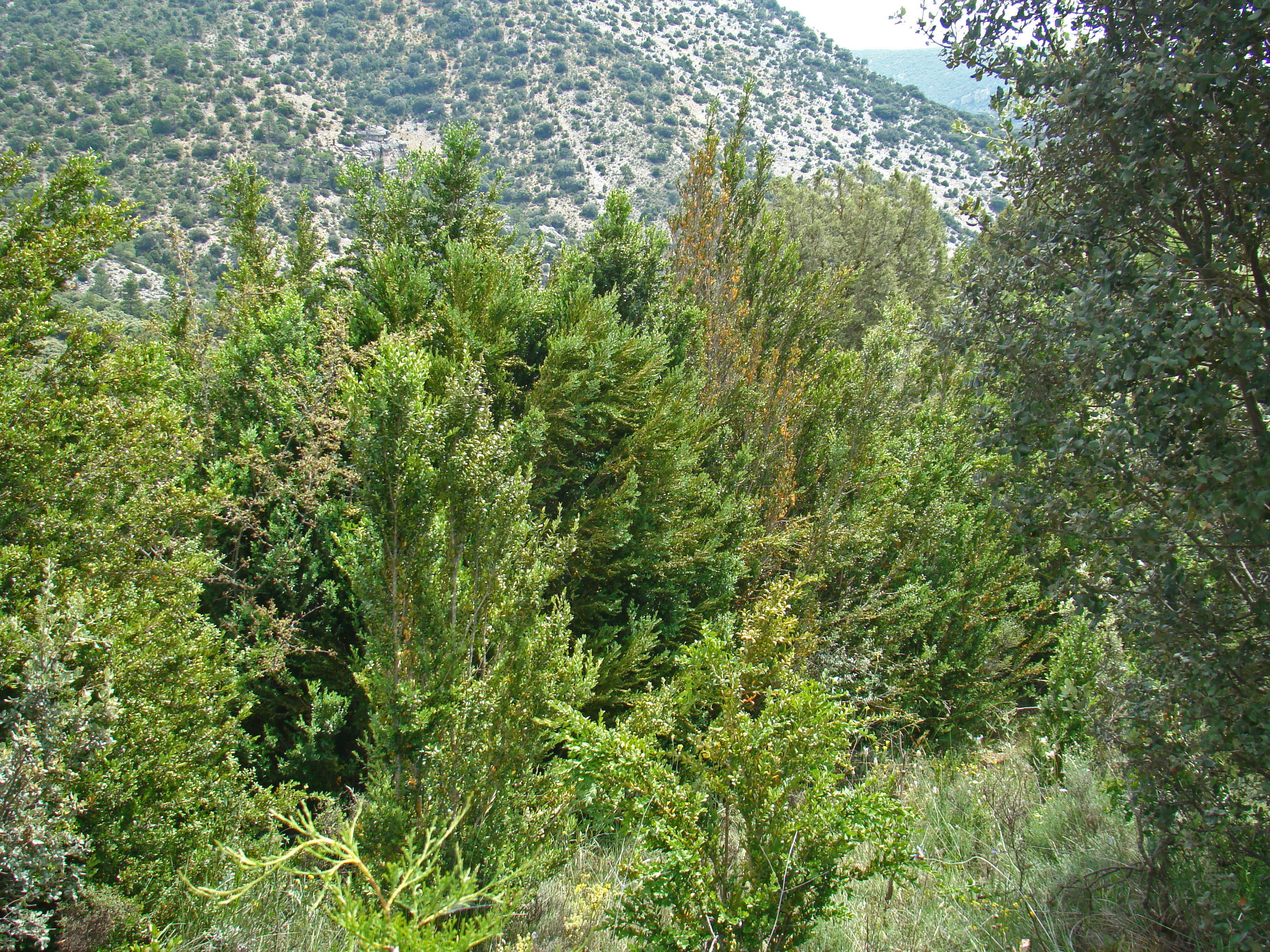
Boj en Esplegarejos.
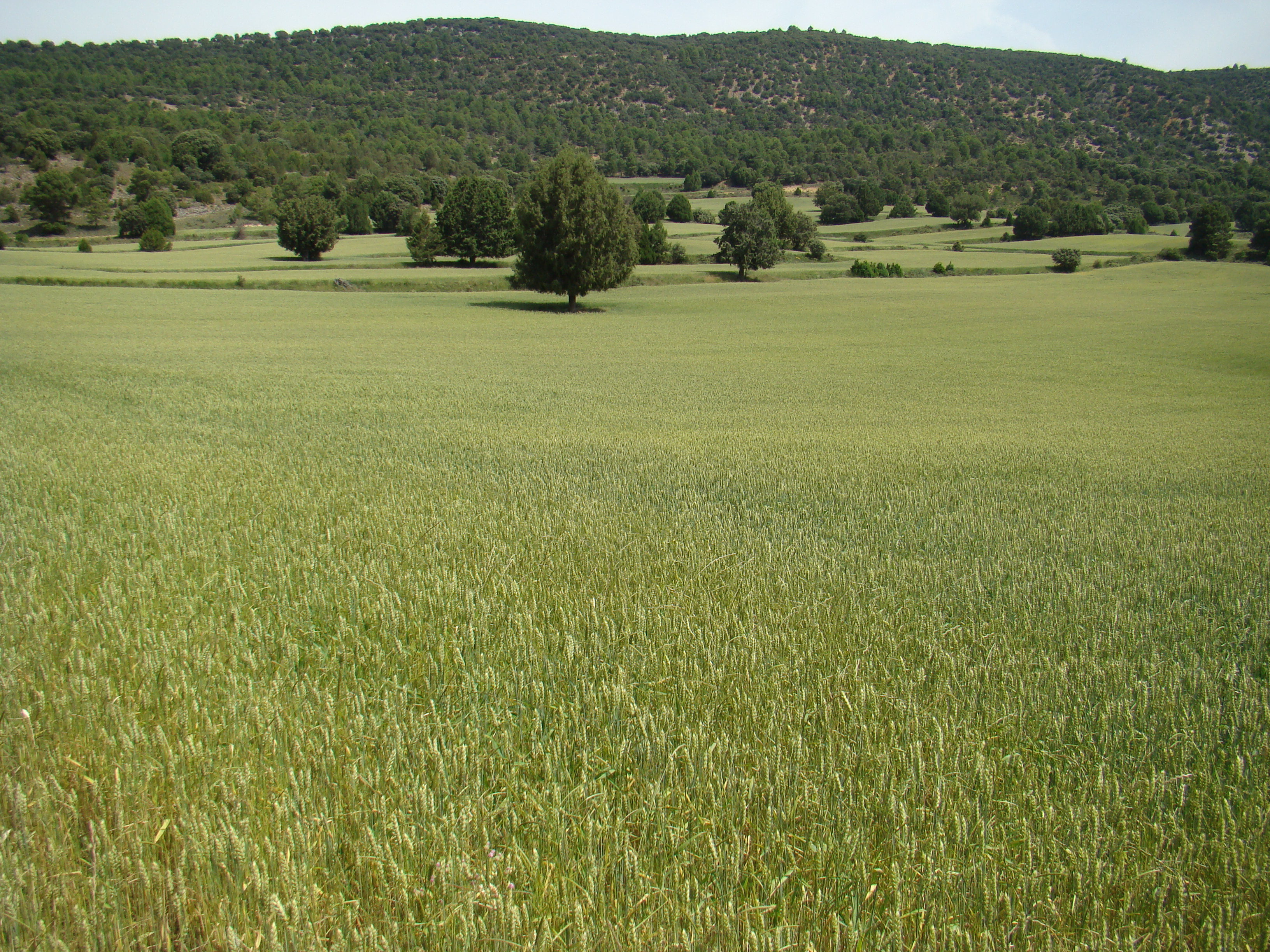
Sembrado de trigo.
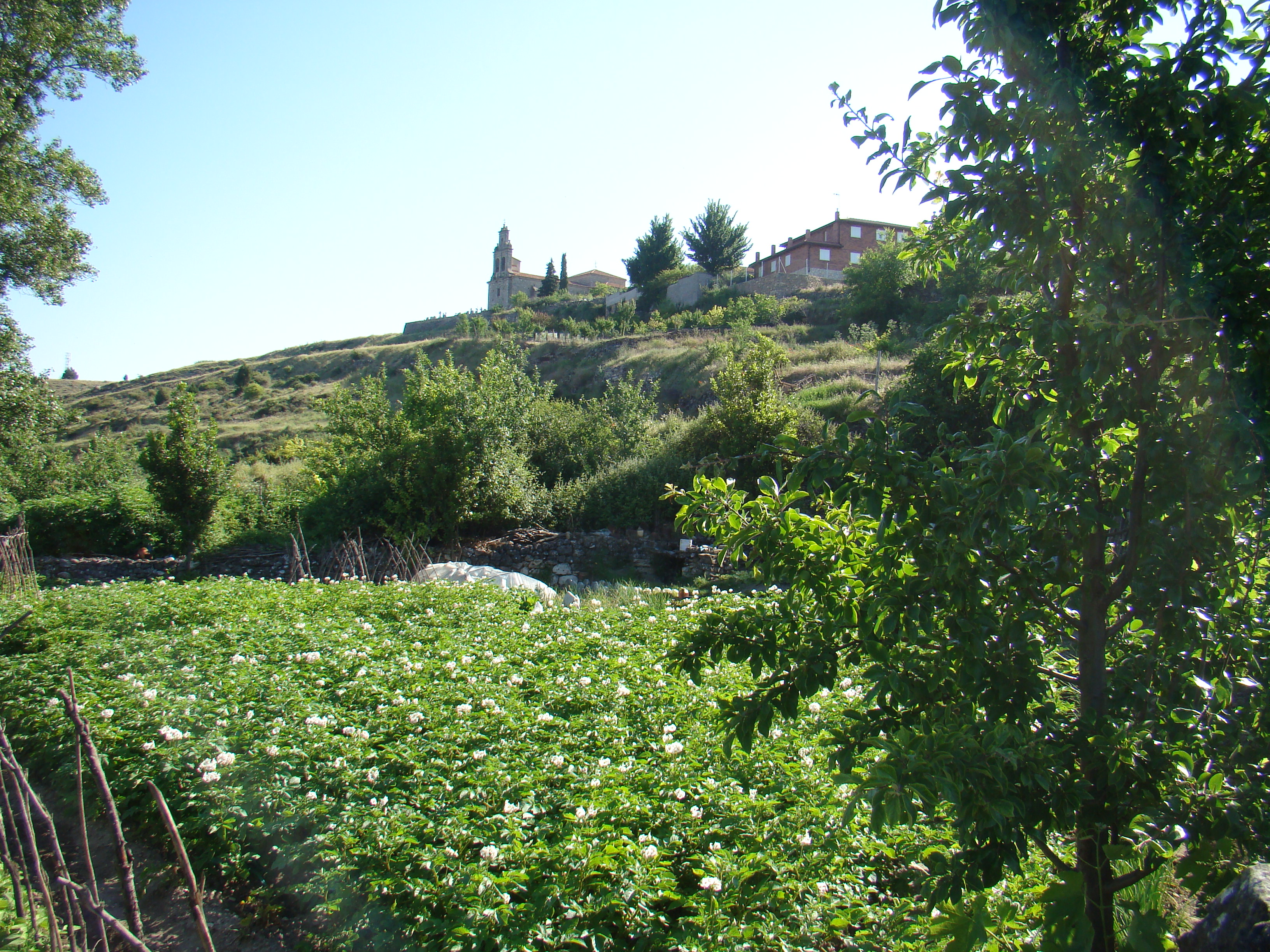
Huerta al pie del pueblo.
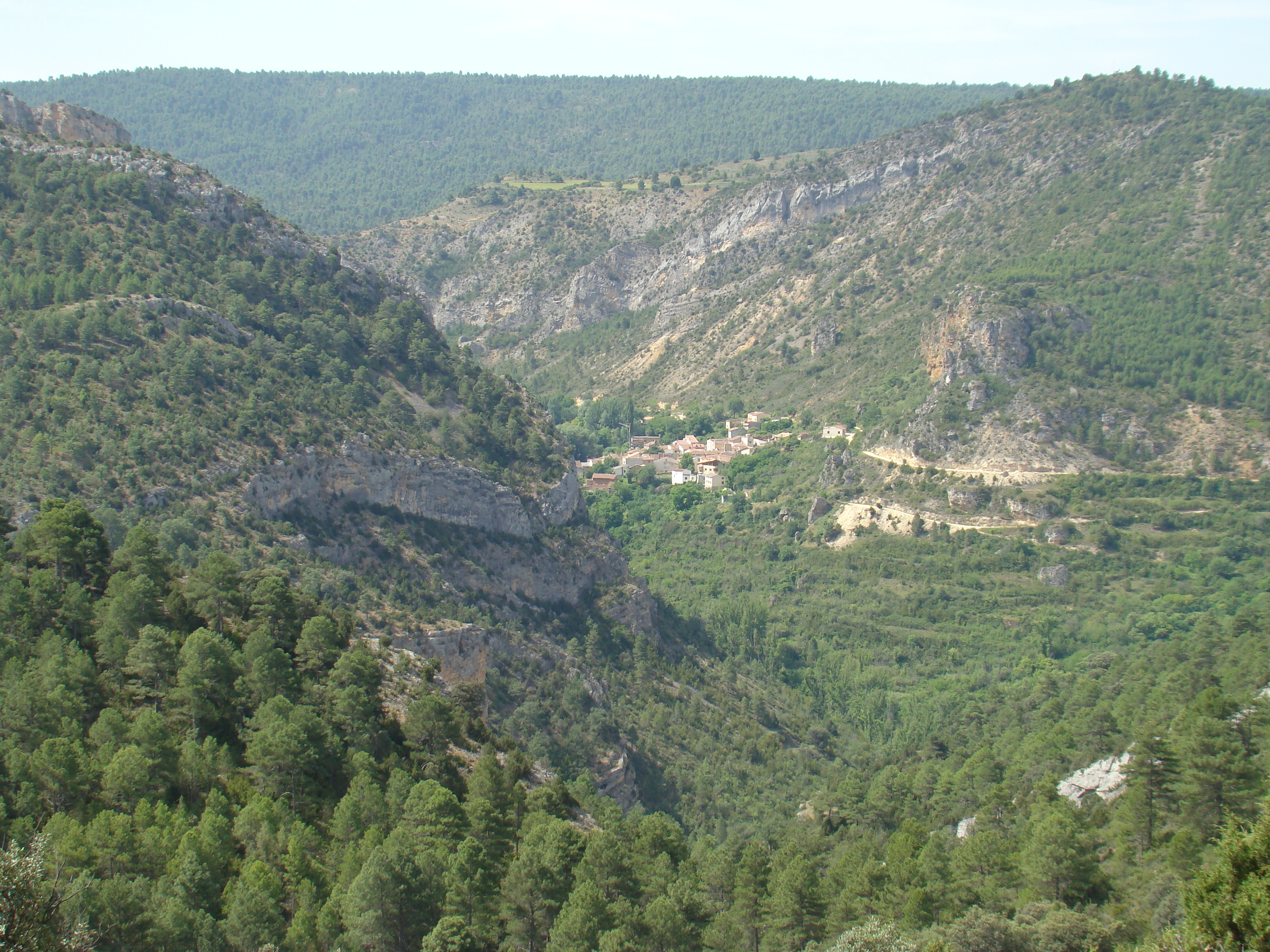
Los montes boscosos con Huertapelayo al fondo.

## Historia
Durante la Reconquista fue lugar estratégico y tomó parte en las escaramuzas tanto de musulmanes como de cristianos, igual que los pueblos de alrededor.
A comienzos del siglo XIX Huertahernando adquirió protagonismo cuando la Junta de Gobierno de la provincia de Guadalajara tuvo una reunión en este lugar además de organizarse la división del Empecinado que tenía gran actividad por estas tierras. En enero de 1811, después de fracasar en otros pueblos de la provincia, encontrándolos vacíos, el general francés Hugo se dirigió a Huertahernando donde se encontró con una fuerte oposición de las partidas volantes del Empecinado que se encontraban allí a la espera de nuevas órdenes, por lo que tuvo que emprender la retirada. Como represalia, Huertahernando fue saqueado e incendiado por las tropas francesas en conflicto con las españolas en marzo de ese mismo año. Años más tarde, en 1840, el pueblo fue saqueado de nuevo por las tropas carlistas comisionadas por el gobernador de Beteta.
Hacia mediados del siglo XIX, el lugar tenía contabilizada una población de 221 habitantes. La localidad aparece descrita en el noveno volumen del Diccionario geográfico-estadístico-histórico de España y sus posesiones de Ultramar de Pascual Madoz de la siguiente manera:

HUERTA-HERNANDO: l. con ayunt. en la prov. de Guadalajara (14 leg.), part. jud. de Cifuentes (5), aud. terr. de Madrid (24), c. g. de Castilla la Nueva, y dióc. de Sigüenza (7): sit. en llano sobre la cúspide de un elevado cerro, goza de buena ventilacion, y su clima frio es propenso á catarrales que suelen degenerar en pulmonias, padeciéndose tambien algunos reumas é hidropesias. Tiene 68 casas, la consistorial que tambien sirve de cárcel; escuela de instruccion primaria frecuentada por 20 alumnos de ambos sexos, á cargo de un maestro á la vez sacristan, dotado con 360 rs., una igl. parr. (la Purísima Concepcion) servida por un cura cuya plaza es de provision real y ordinaria; un cementerio sit. al NE. en posicion que no ofende á la salubridad pública; fuera de la pobl., aunque inmediata á las casas, hay una fuente de buenas aguas que provee al vecindario para sus necesidades domésticas y abrevar los ganados: confina el térm. N. Riba-redonda; E. Buenafuente; S. Huerta Pelayo, y O. Canales: dentro de él se encuentra la ermita de San Roque y un cas. que llaman Casa de Don Lucas. El terreno es escabroso, pedregoso, flojo y todo de secano; en todas direcciones sea encuentran montes, los del N., E. y S. poblados de encina, pino, sabina y enebro, y los del O. de pinabetes; en todos ellos hay buenas yerbas de pasto: pasa por el S. el r. Tajo formando la línea divisoria del térm. con los de Armallones y Huerta Pelayo, da paso un puente de piedra con un solo arco; y por el NO. atraviesa el Ablanquejo que desagua en aquel; ni uno ni otro se aprovechan para el riego. caminos: los que dirigen á los pueblos limítrofes, todos de herradura, en mal estado. correo: se recibe y despacha en la estafeta de Cifuentes por propio. prod.: trigo, cebada, avena, almortas, miel, leñas de combustible y carboneo, maderas de construccion y yerbas de pasto con las que se mantiene ganado lanar, cabrio, vacuno, mular y asnal; hay caza de venados, corzos, jabalies, muchas perdices, conejos, liebres, palomas silvestres, y en su tiempo codornices; tampoco faltan lobos, zorras y garduñas: en el Tajo se crian diferentes clases de peces, y en el Ablanquejo muchas y esquisitas truchas, barbos y cangrejos. ind.: la agrícola, dos telares de lienzos ordinarios y un molino harinero impulsado por el Ablanquejo. comercio: esportacion de frutos sobrantes algun ganado y lana, é importacion de vino y aceite de la Alcarria y de otros art. de consumo de los que se surten en los mercados de Molina, Sigüenza y Cifuentes. pobl.: 54 vec., 221 alm. cap. prod.: 824,445 rs. imp.: 74,200. contr.: 3,826. presupuesto municipal: 1,100 rs. se cubre con los prod. del molino harinero y repartimiento vecinal.
El pueblo de Huerta Hernando fué saqueado y reducido á cenizas por los franceses el dia 19 de marzo de 1811, á consecuencia de haber estado en él la junta de gobierno de la prov., haberse establecido en él una fáb. de armas y haberse organizado alli la division del Empecinado: en 1840 fué saqueado por las tropas carlistas, comisionadas al efecto por el gobernador de Beteta.
(Madoz, 1847, p. 297)

## Demografía
Huertahernando cuenta con una población de 58 habitantes (INE 2024).
| Gráfica de evolución demográfica de Huertahernando entre 1842 y 2021                                                |
| |
| Población de derecho según los censos de población del INE Población de hecho según los censos de población del INE |

## Monumentos y lugares de interés
Los tres monumentos de interés que todavía se conservan son: la iglesia parroquial de la Purísima Concepción, la fuente pública con abrevadero mandada construir por Carlos III para abastecimiento de los vecinos y animales domésticos y la ermita de San Roque, situada a la entrada del pueblo que está en ruinas y en un proceso avanzado de deterioro. Hay también un edificio cuadrado, en ruinas, con gruesos muros de mampostería de piedra que fue en tiempos lejanos una pequeña fortaleza y que es conocido en la vecindad como casa curato.
El urbanismo no se ha visto muy alterado en cuanto a distribución de edificios y trazado de calles. Quedan casas de arquitectura rural tradicional, en piedra de sillarejo, unas rehabilitadas y otras abandonadas. Quedan algunos pajares en pie y otros muchos arruinados. Las parideras (típica construcción de la zona para guardar animales en el campo, construidas de piedra y con techo de tejas) han sido abandonadas en su mayoría y han ido cayendo y arruinándose.

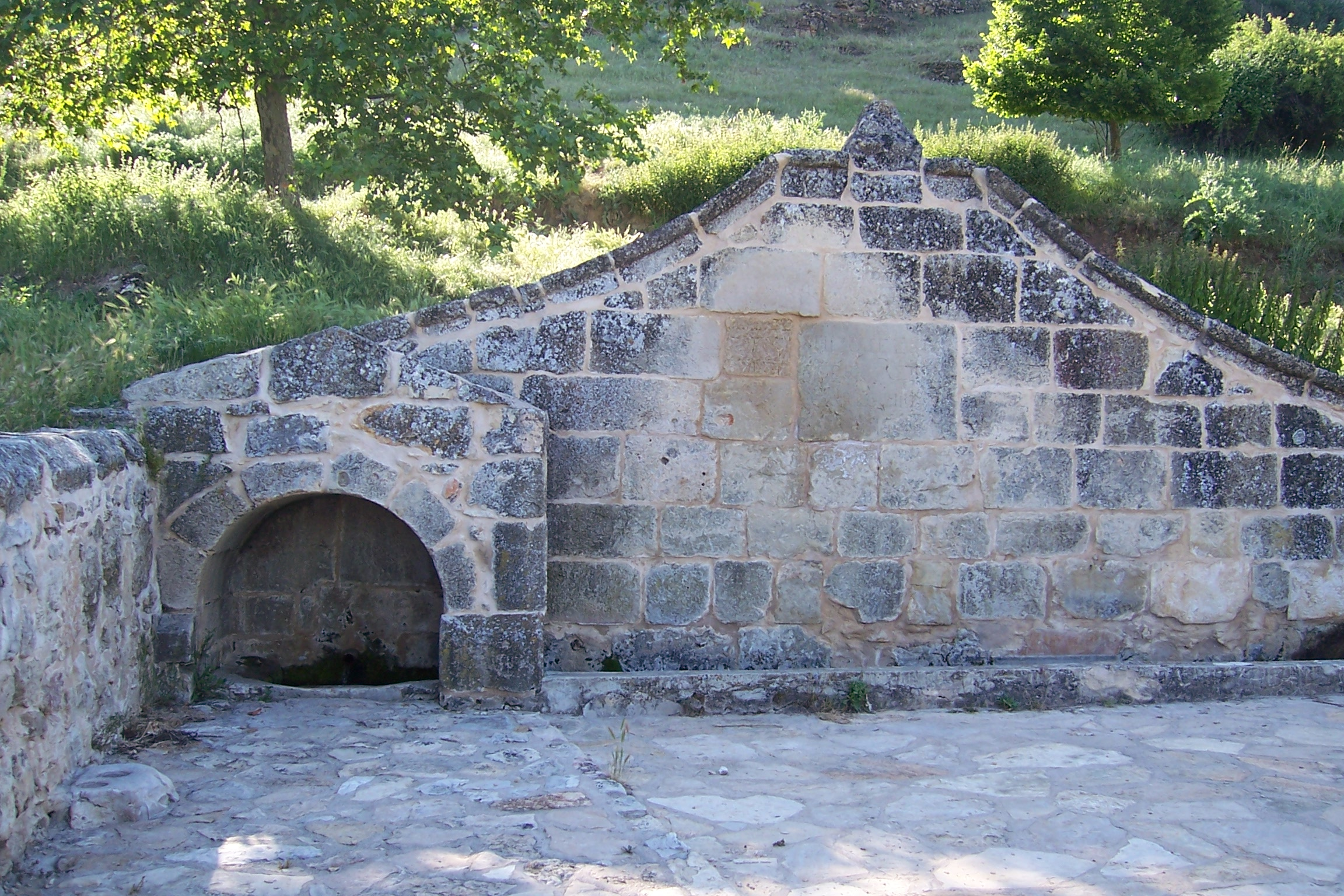
Fuente mandada construir por Carlos III.
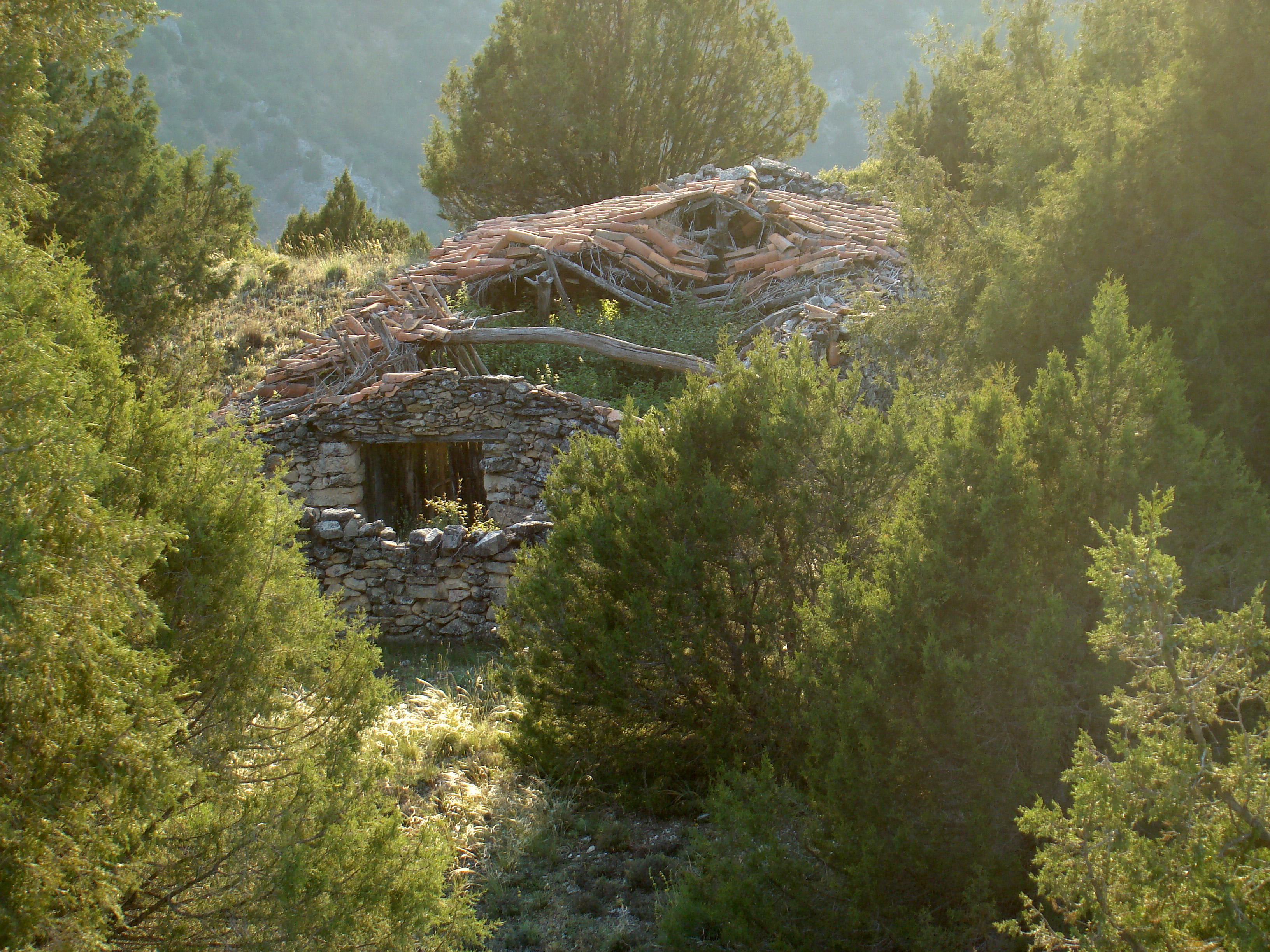
Paridera en proceso de deterioro.
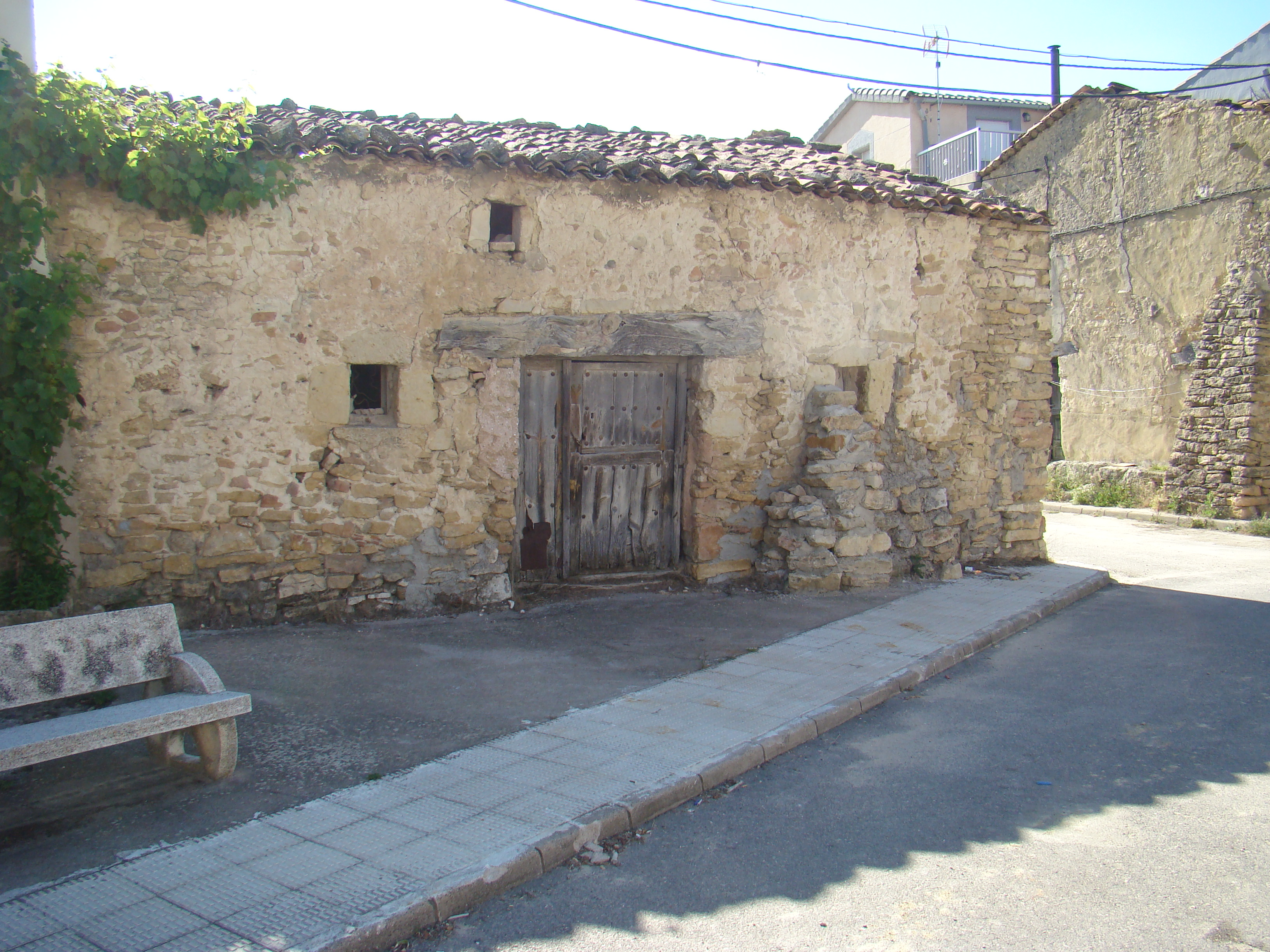
Casa de la Tía Luisa, arquitectura rural tradicional.

### Iglesia de la Purísima Concepción
La iglesia parroquial es de una sola nave de planta de cruz latina, con contrafuertes al exterior y bóvedas de arco apuntado en el interior. Tiene coro alto a los pies. Consta de una espadaña posterior de porte barroco, situada al oeste, con dos cuerpos y tres vanos para campanas. El ábside es cuadrado al exterior. El cementerio municipal está adosado al oeste del edificio. En el altar mayor se halla en lugar preferente la imagen de la titular, la Purísima Concepción. Se entra a la iglesia a través de un pequeño pórtico.

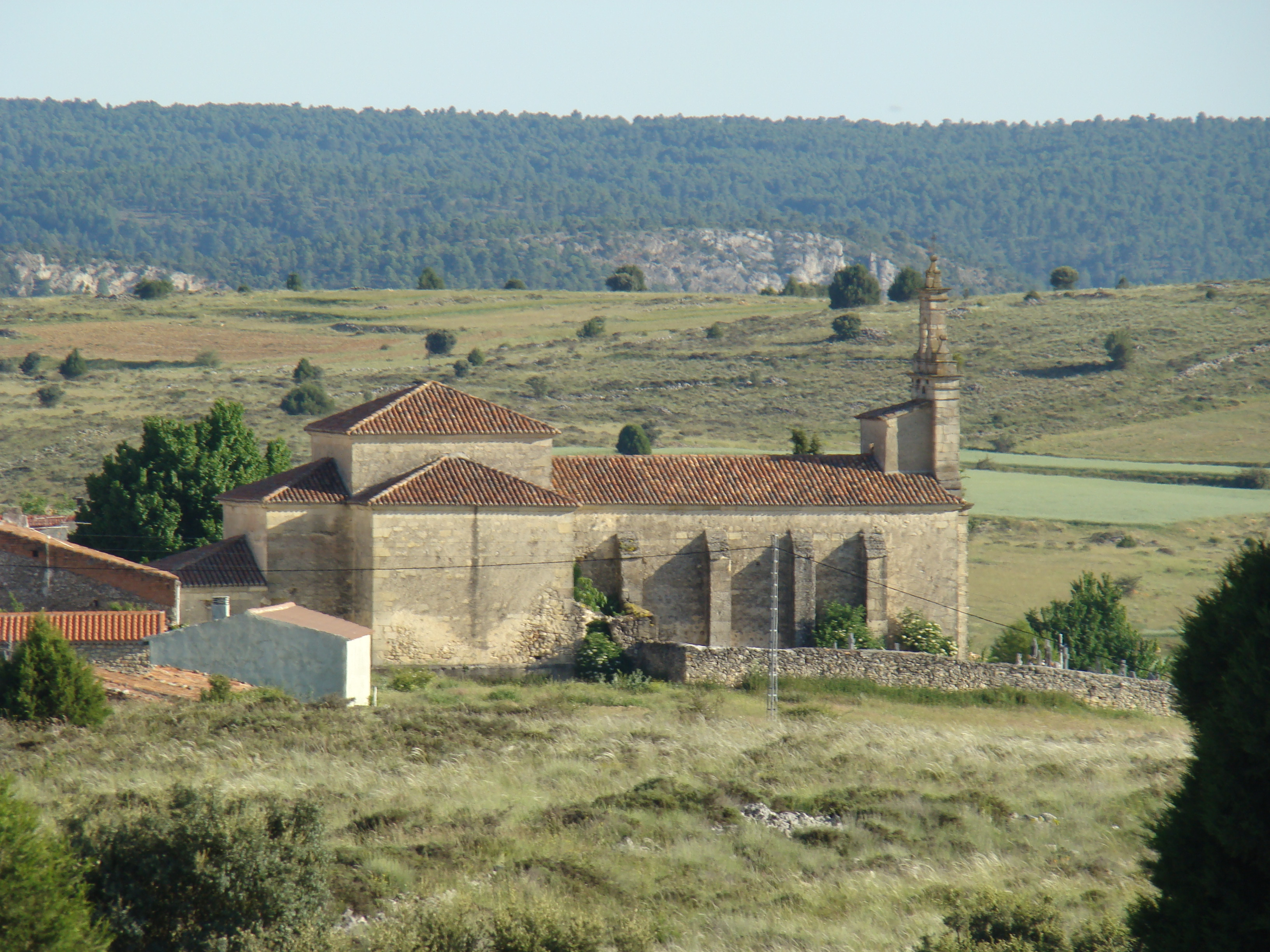
Vista de la iglesia desde el norte. Se destaca la espadaña.
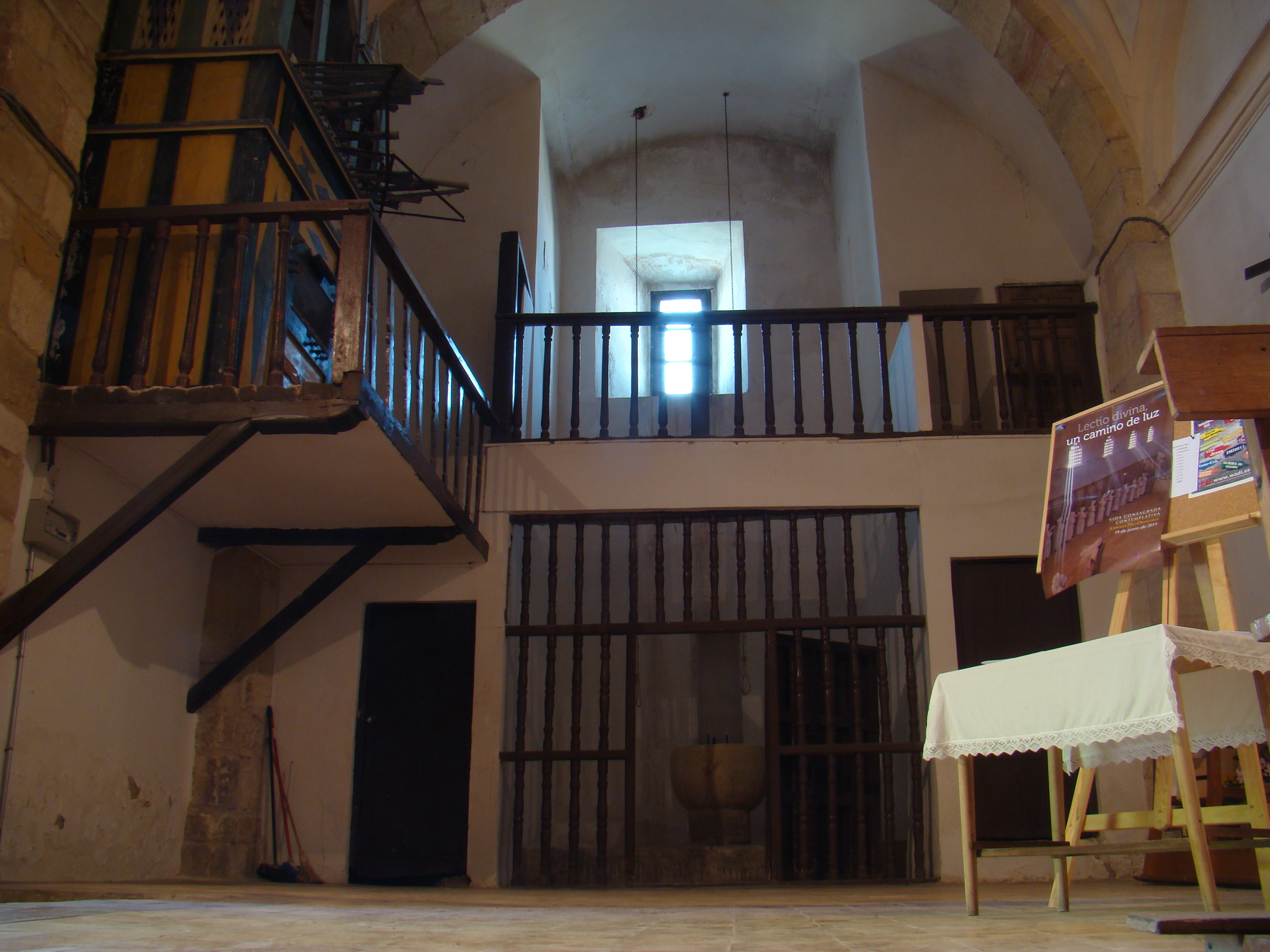
El coro alto a los pies de la iglesia. A la izquierda puede verse el órgano antiguo.
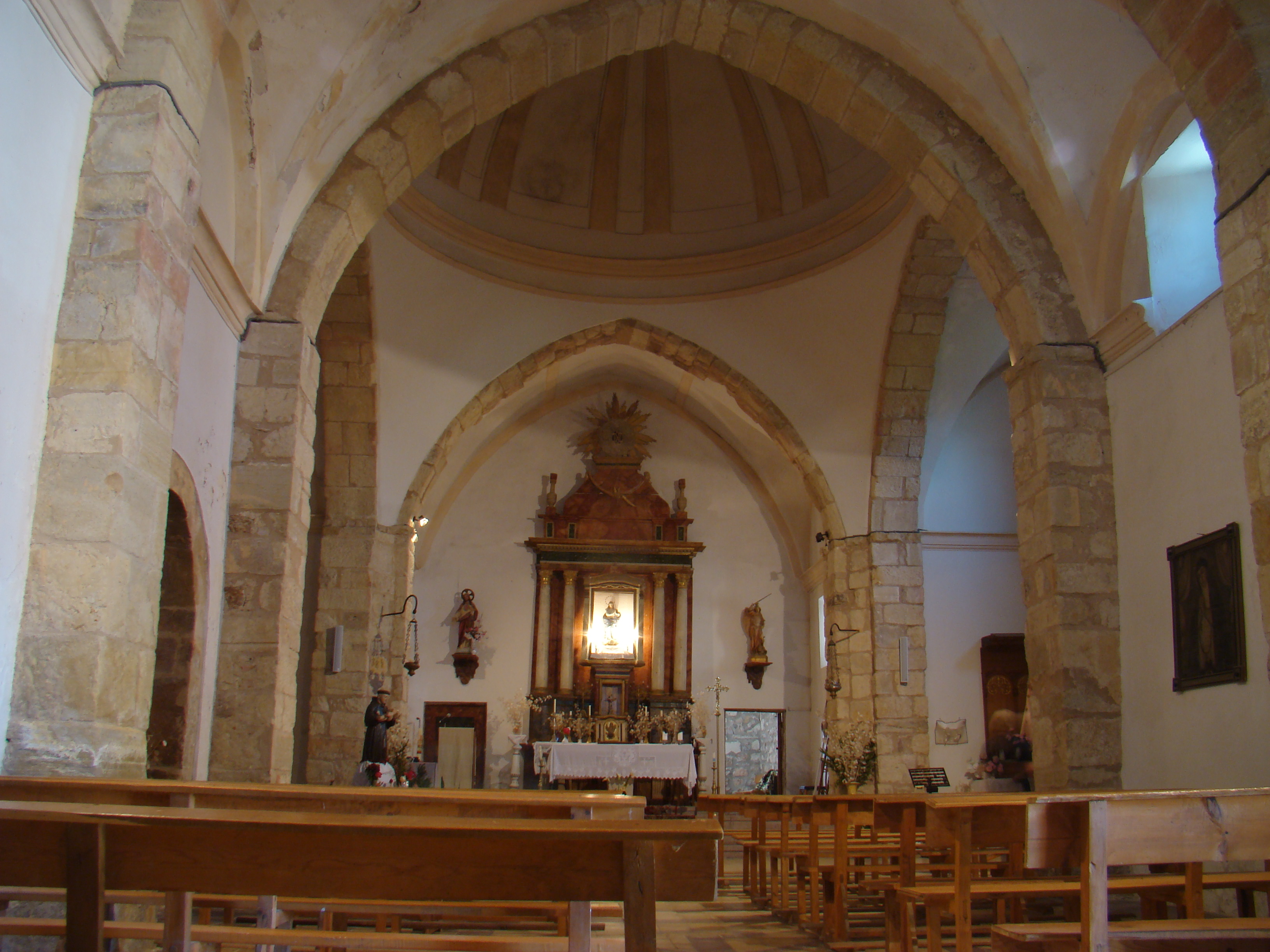
Interior de la iglesia. Se aprecian las bóvedas apuntadas y al fondo el retablo con la imagen titular.
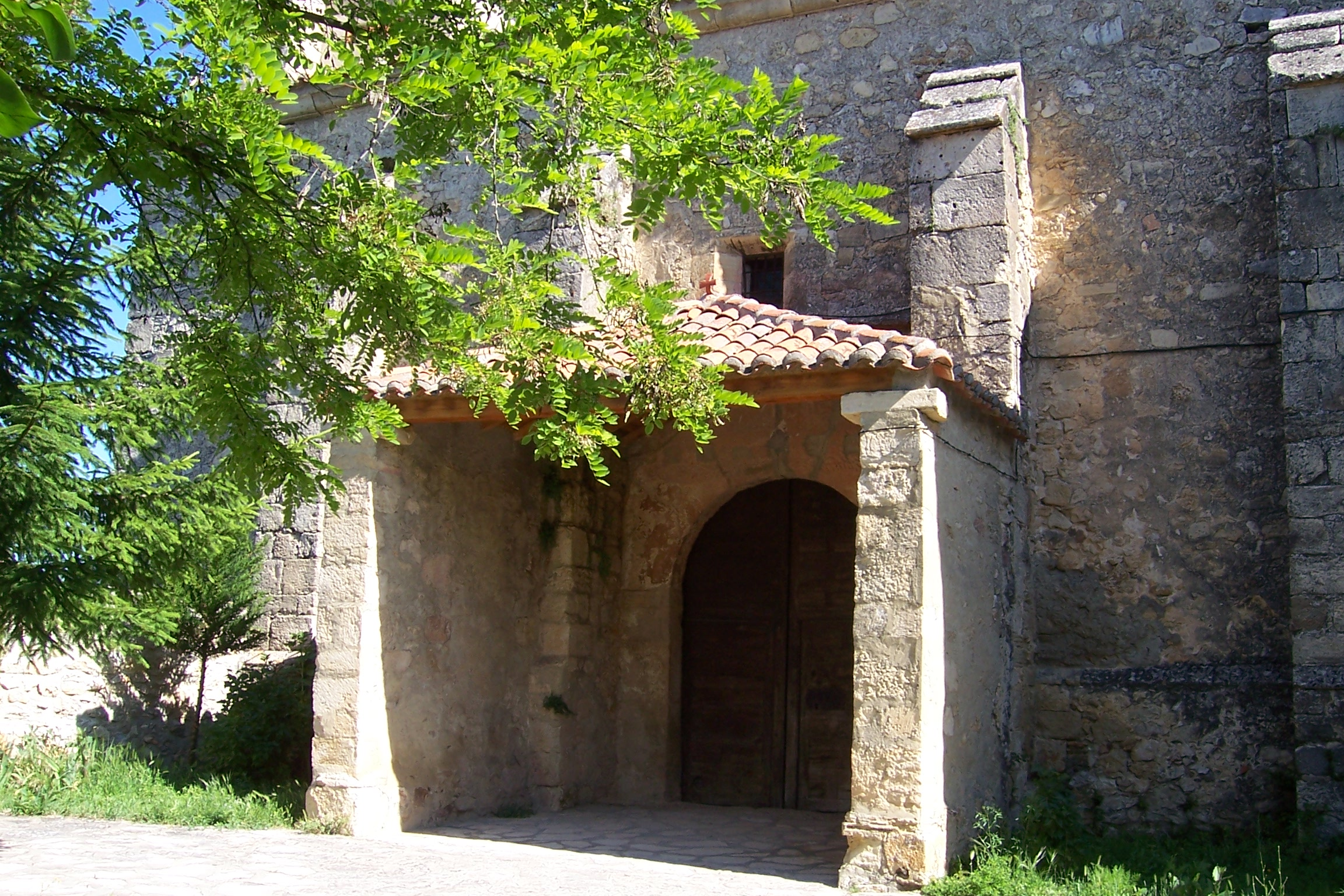
Pórtico de entrada a la iglesia.

## Fiestas patronales
Las fiestas populares son el 15 de agosto.